# Poranthera drummondii
Poranthera drummondii är en emblikaväxtart som beskrevs av Johann Friedrich Klotzsch. Poranthera drummondii ingår i släktet Poranthera och familjen emblikaväxter. Inga underarter finns listade i Catalogue of Life.